# Csaba Steig
Csaba Steig (* 12. Juni 1971 in Szekszárd) ist ein ehemaliger ungarischer Radrennfahrer.

## Sportliche Laufbahn
Csaba Steig wurde 2001 ungarischer Meister im Straßenrennen. Im nächsten Jahr gewann er eine Etappe bei der Rundfahrt Paths of King Nikola und er wurde zweimal Etappenzweiter beim Grand Prix Cycliste de Gemenc. Dieses Rennen konnte er zweimal, 1991 und 1992 für sich entscheiden. 1992 wurde er vom ungarischen Verband für die Olympischen Spiele in Barcelona nominiert. Er startete im Straßenrennen und beendete es auf Platz 58. In den Jahren 2006 und 2007 fuhr Steig für das ungarische Continental Team P-Nívó Betonexpressz 2000 Kft.se.

## Erfolge
2001
- Ungarischer Straßenmeister

2002
- eine Etappe Paths of King Nikola